# Сунгур
Сунгу́р (рос. Сунгур, башк. Соңғор) — присілок у складі Стерлітамацького району Башкортостану, Росія. Входить до складу Услинської сільської ради.
Населення — 83 особи (2010; 83 в 2002).
Національний склад:
- татари — 57%
- башкири — 38%